# Voyage de noce (Maupassant)
Voyage de noce est une nouvelle de Guy de Maupassant, parue en 1882.

## Historique
Voyage de noce est initialement publiée dans la revue Le Gaulois du 18 août 1882.  
La nouvelle débute par un dialogue entre deux dames de cinquante et soixante ans, puis se transforme en monologue sur des thèmes chers à l’auteur : l’amour n’existe pas, car c’est l’amour que l’on aime et non l’autre. L’amour ne dure que très peu de temps, l'espace d'un voyage de noces, par exemple.

## Résumé
Une femme raconte son voyage de noces. Tout d’abord, dans une maison isolée, puis les six jours de voyage en chaise de poste, le bateau vers Naples, les dauphins qui accompagnent le navire, un mois de bonheur en tout et, finalement, le retour à Marseille qui annonce la fin du bonheur.

## Éditions
- Voyage de noce, Maupassant, contes et nouvelles, texte établi et annoté par Louis Forestier, Bibliothèque de la Pléiade, éditions Gallimard, 1974  (ISBN 978 2 07 010805 3).